# 伊登 (馬里蘭州)
伊登（英語：Eden）是位於美國馬里蘭州薩默塞特縣的一個普查規定居民點。

## 人口
根據2020年美國人口普查的數據，伊登的面積為14.56平方千米，當中陸地面積為14.47平方千米，而水域面積為0.09平方千米。當地共有人口803人，而人口密度為每平方千米55.2人。